# Telescópio de 3,6 metros do ESO
O telescópio de 3,6 metros do ESO é um telescópio óptico refletor operado desde 1977 pelo Observatório Europeu do Sul (ESO, na sua sigla em inglês) no Observatório de La Silla, Chile, com uma abertura livre em torno de 3,6 metros e uma área de 8,6 m².
Os telescópios usa o instrumento HARPS e já descobriram mais de 130 exoplanetas. Em 2012, ele descobriu Alpha Centauri Bb, um possível planeta no sistema estelar Alpha Centauri, localizado apenas a 4,4 anos-luz de distância da Terra.